# Alet
Alet – rzeka we Francji o długości 20 kilometrów, prawy dopływy Salat. Źródło rzeki znajduje się w departamencie Ariège w Pirenejach.
Alet znajduje się w dorzeczu rzeki Garonna. Łączna powierzchnia dorzecza wynosi 90 km².

## Miasta, przez które przepływa rzeka
- Ustou

Rzeka wpływa do Salat w okolicach miejscowości Seix. Średni roczny przepływ wynosi 4 m³/s.

## Dopływy
- Ossèse